# Denys Popov
Denys Joerijovytsj Popov (Oekraïens: Денис Юрійович Попов; Myhija, 17 februari 1999) is een Oekraïens voetballer die doorgaans speelt als centrale verdediger. In april 2019 debuteerde hij voor Dynamo Kiev. Popov maakte in 2021 zijn debuut in het Oekraïens voetbalelftal.

## Clubcarrière
Popov speelde in de jeugd van RVUFK Kiev, voor hij in 2014 bij Dynamo Kiev terechtkwam. Voor deze club maakte hij in het seizoen 2018/19 zijn professionele debuut, in de Premjer Liha. Op 13 april 2019 werd op bezoek bij FK Marioepol met 0–1 gewonnen door een doelpunt van Viktor Tsyhankov. Popov mocht van coach Aljaksandr Khatskevitsj in de basisopstelling beginnen en hij speelde het gehele duel mee. Zijn eerste doelpunt maakte de verdediger op 30 oktober 2019 in een wedstrijd in het kader van de Koebok Oekrajiny tegen Sjachtar Donetsk. Serhij Sydortsjoek had Dynamo op voorsprong gezet in de eerste helft, maar door een gelijkmaker van Taras Stepanenko kwam er een verlenging. Popov, die van trainer Oleksij Mychajlytsjenko in de basis mocht beginnen, maakte in die verlenging de beslissende 2–1. In oktober 2020 verlengde de centrumverdediger zijn contract bij Dynamo tot medio 2025. Begin 2025 werd zijn aflopende verbintenis met een jaar verlengd.

## Clubstatistieken
| Seizoen | Club        | Competitie   | Competitie | Competitie | Beker | Beker | Internationaal | Internationaal | Totaal | Totaal |
| Seizoen | Club        | Competitie   | Wed.       | Dlp.       | Wed.  | Dlp.  | Wed.           | Dlp.           | Wed.   | Dlp.   |
| ------- | ----------- | ------------ | ---------- | ---------- | ----- | ----- | -------------- | -------------- | ------ | ------ |
| 2018/19 | Dynamo Kiev | Premjer Liha | 1          | 0          | 0     | 0     | 0              | 0              | 1      | 0      |
| 2019/20 | Dynamo Kiev | Premjer Liha | 16         | 1          | 3     | 1     | 3              | 0              | 22     | 2      |
| 2020/21 | Dynamo Kiev | Premjer Liha | 15         | 2          | 2     | 0     | 8              | 1              | 25     | 3      |
| 2021/22 | Dynamo Kiev | Premjer Liha | 1          | 1          | 0     | 0     | 0              | 0              | 1      | 0      |
| 2022/23 | Dynamo Kiev | Premjer Liha | 18         | 1          | 0     | 0     | 6              | 0              | 24     | 1      |
| 2023/24 | Dynamo Kiev | Premjer Liha | 24         | 1          | 1     | 0     | 3              | 0              | 28     | 1      |
| 2024/25 | Dynamo Kiev | Premjer Liha | 11         | 1          | 0     | 0     | 11             | 1              | 22     | 2      |
| Totaal  | Totaal      | Totaal       | 86         | 7          | 6     | 1     | 31             | 2              | 123    | 10     |

Bijgewerkt op 6 februari 2025.

## Interlandcarrière
Popov werd in april 2021 door bondscoach Andrij Sjevtsjenko opgenomen in de voorselectie van het Oekraïens voetbalelftal voor het uitgestelde EK 2020. Op dat moment had hij nog geen interlands achter zijn naam staan. Zijn debuut in de nationale ploeg maakte hij tijdens de voorbereiding op dat toernooi, op 23 mei. Tijdens een vriendschappelijke wedstrijd tegen Bahrein mocht hij van Sjevtsjenko na drieënzestig minuten invallen voor Serhiy Kryvtsov. Door doelpunten van Sayed Dhiya Saeed en Viktor Tsihankov eindigde het duel in 1–1. De andere Oekraïense debutant dit duel was Heorhij Soedakov (Sjachtar Donetsk). In juni nam Sjevtsjenko hem ook op in zijn definitieve selectie. Op het toernooi werd Oekraïne in de kwartfinales uitgeschakeld door Engeland (0–4), nadat in de groepsfase was verloren van Nederland (3–2) en Oostenrijk (0–1), gewonnen van Noord-Macedonië (2–1) en in de achtste finales werd na verlengingen gewonnen van Zweden (1–2). Popov kwam niet in actie. Zijn toenmalige teamgenoten Serhij Sydortsjoek, Mykola Sjaparenko, Illja Zabarnji, Viktor Tsihankov, Vitalij Mykolenko, Artem Besjedin, Oleksandr Karavajev, Oleksandr Tymtsjyk, Heorhij Boesjtsjan (allen eveneens Oekraïne) en Tomasz Kędziora (Polen) waren ook actief op het EK.
| Interlands van Denys Popov voor Oekraïne | Interlands van Denys Popov voor Oekraïne | Interlands van Denys Popov voor Oekraïne | Interlands van Denys Popov voor Oekraïne | Interlands van Denys Popov voor Oekraïne | Interlands van Denys Popov voor Oekraïne |
| №                                        | Datum                                    | Wedstrijd                                | Uitslag                                  | Competitie                               | Goals                                    |
| Als speler bij Dynamo Kiev               | Als speler bij Dynamo Kiev               | Als speler bij Dynamo Kiev               | Als speler bij Dynamo Kiev               | Als speler bij Dynamo Kiev               | Als speler bij Dynamo Kiev               |
| ---------------------------------------- | ---------------------------------------- | ---------------------------------------- | ---------------------------------------- | ---------------------------------------- | ---------------------------------------- |
| 1                                        | 23 mei 2021                              | Oekraïne – Bahrein                       | 1 – 1                                    | Vriendschappelijk                        |                                          |
| 2                                        | 8 juni 2022                              | Ierland – Oekraïne                       | 0 – 1                                    | Nations League 2022/23                   |                                          |
| 3                                        | 14 juni 2022                             | Oekraïne – Ierland                       | 1 – 1                                    | Nations League 2022/23                   |                                          |

Bijgewerkt op 6 februari 2025.

## Erelijst
| Premjer Liha           | 1 | 2020/21          |
| Koebok Oekrajiny       | 2 | 2019/20, 2020/21 |
| Soeperkoebok Oekrajiny | 3 | 2018, 2019, 2020 |